# 邵琳
邵琳，中國二胡演奏家，生於新疆，現居香港。
6歲開始學習二胡，9歲被選拔於「新疆之春」擔任二胡獨奏。1982年，考入上海音樂學院附屬小學，師從盧建業，之後升讀附屬中學。1991年考入上海音樂學院學習，師從吳之珉。1993年底出版第1張個人專輯《梁祝‧離騷》。1995年畢業於上海音樂學院，同年進入上海民族樂團工作。
1995年參加上海之春「上海優秀民樂演奏家專場」，與上海交響樂團合作，首演《梁祝二胡協奏曲》。同年與上海交響樂團錄製《別亦難二胡協奏曲》。之後應邀與新加坡星海藝術研究會民樂團合作演出《亂世情侶二胡協奏曲》。1997年與上海民族樂團合作首演《情根二胡協奏曲》並錄製專輯。1998年錄製專輯《紅樓夢》。同年，在紀念孫文明作品音樂會中首次於舞台演出高難度的二胡獨奏曲《夜靜簫聲》。
2001年與上海交響樂團合作首演、首錄《申韻幻想二胡協奏曲》。同年9月在香港舉辦個人二胡獨奏音樂會。2002年5月在上海與上海民族樂團、平安合唱團合作演出《江戀二胡協奏曲》。同年應邀與台北市立國樂團合作演出《別亦難二胡協奏曲》。2003年應邀與香港中樂團合作演出《莫愁女幻想曲》，同年出版樂譜集《流行雨》，10月在上海國際藝術節中與上海民族樂團合作，首演《西施二胡協奏曲》。2008年在香港大會堂舉行個人二胡獨奏會。

## 個人專輯
- 《蝶戀花》
- 《梁祝·离骚》
- 《红楼梦》